# Galleria De Bono
La Galleria De Bono è una galleria commerciale di Tripoli che, in forma di strada pedonale coperta, collega la vecchia via Costanzo Ciano e il vecchio corso Vittorio Emanuele.

## Descrizione
La galleria prende la forma di un grande ottagono dal quale si accede da quattro ingressi speculari, i principali dei quali si affacciano sull'antica via Costanzo Ciano e sul vecchio corso Vittorio Emanuele. Il grande ambiente, oggi sprovvisto di copertura, era originariamente sormontato da una intelaiatura in acciaio e vetro che le era valsa il soprannome di "bomboniera". Non sono molto chiari i motivi per i quali questa sia stata smontata: alcuni rimandano all'impossibilità di pulirne i cristalli, altri al caldo insopportabile che si creava nella galleria nelle ore del giorno e altri ancora al fatto che i suoi vetri creassero riflessi che rendevano difficoltosa la manovra di ammaraggio dell'idrovolante di Italo Balbo.
L'ottagono presenta una pavimentazione di marmo bianco con venature grigiastre. Le facciate degli edifici prospicienti l'ambiente centrale presentano diverse pregevoli decorazioni quali nicchie in forma di conchiglia e teste di leone. I quattro accessi alla galleria sono ornati da colonnati.